# Bewley's

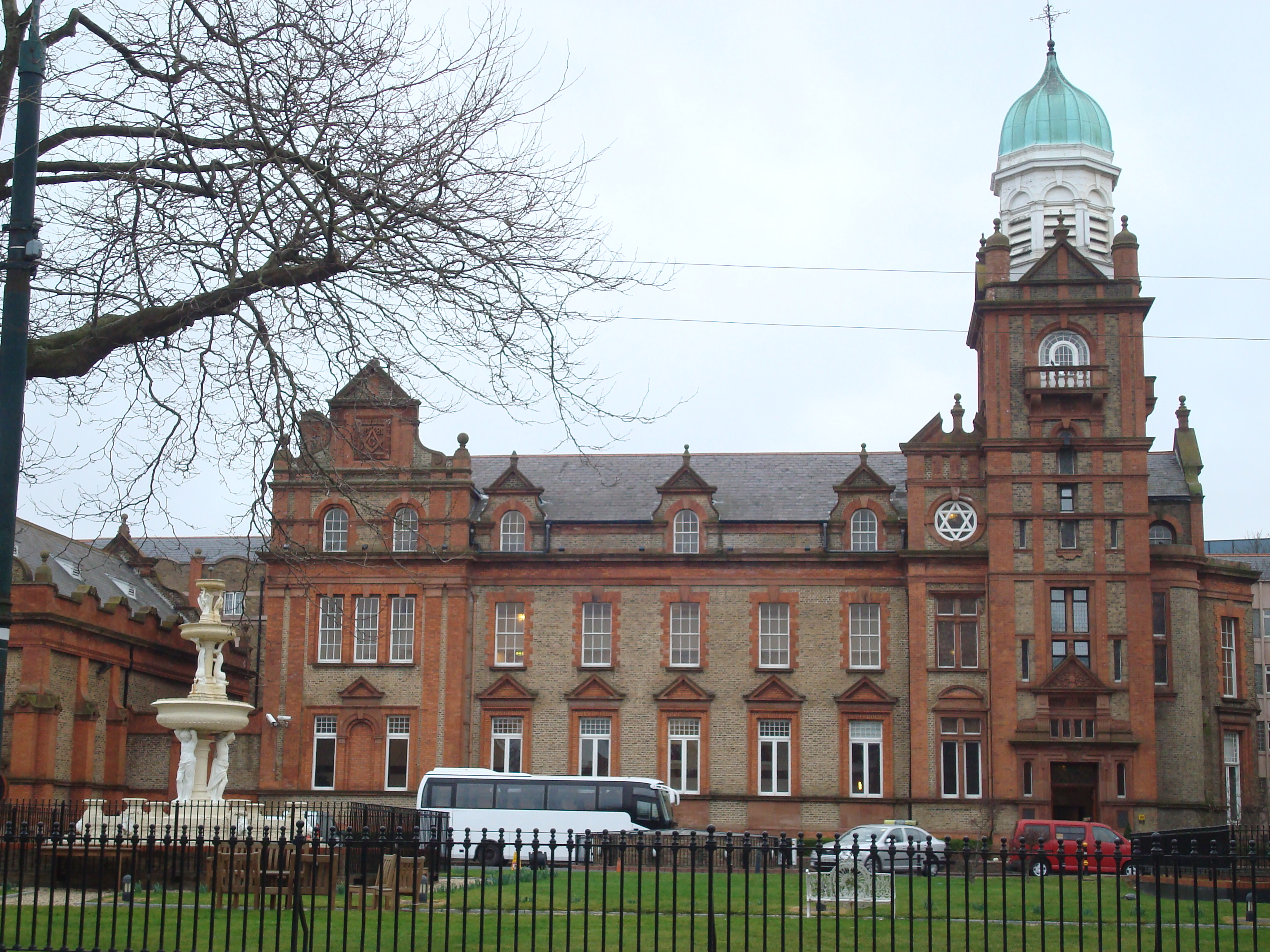
Le Bewley's Hotel à Dublin

Bewley's Limited est une chaîne de salon de thé irlandaise, créée en 1840.

## Historique

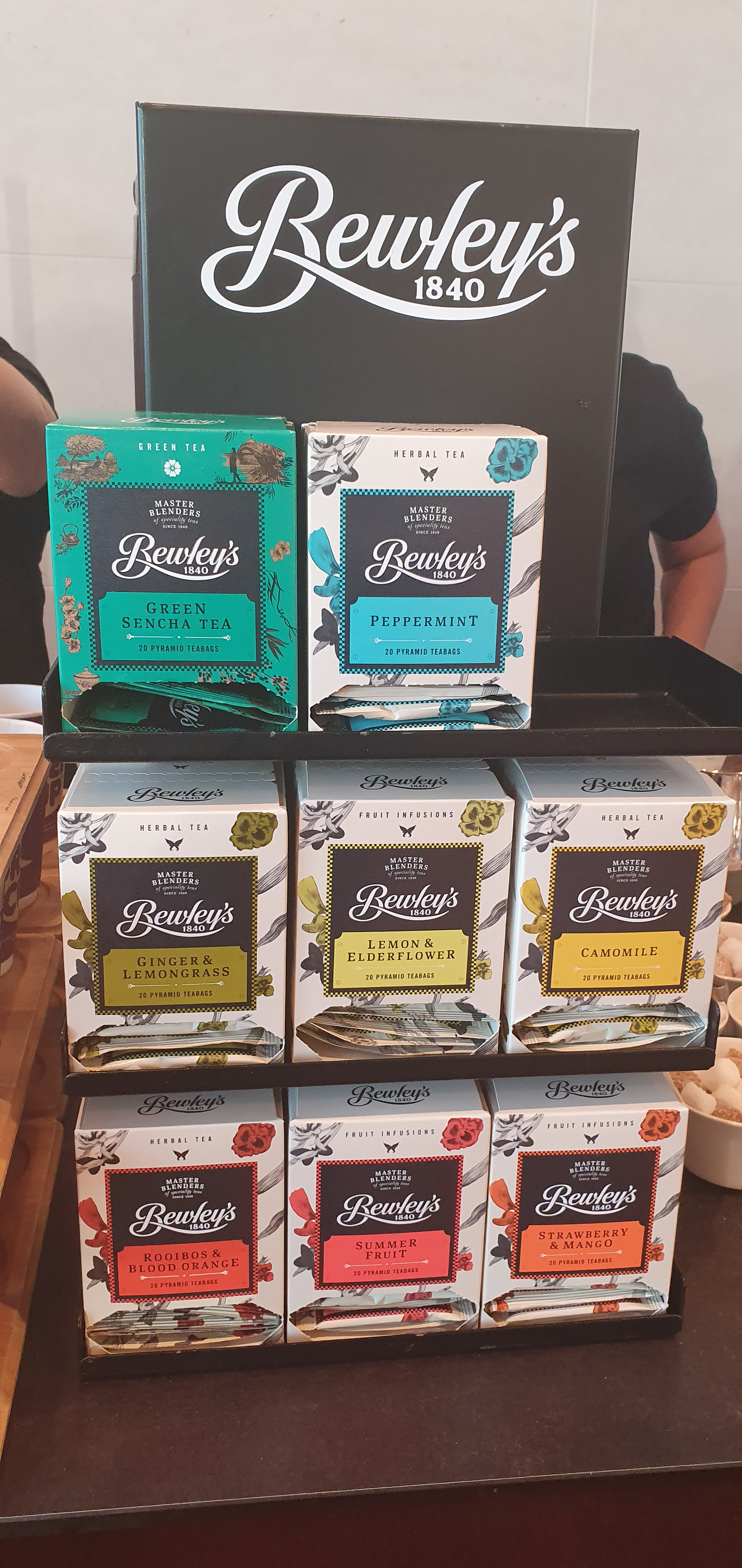
Un étalage de 8 paquets de sachets de thé Bewley’s.

L'histoire de l'entreprise commence avec la famille de quakers Bewley qui démarre une importation thé de Chine dès les années 1830. En 1835, Samuel Bewley et son fils Charles importe 2 099 caisses de thé, brisant de facto le monopole opéré par la Compagnie britannique des Indes orientales. Cinq ans plus tard, Joshua Bewley ouvre une maison de thé baptisée China Tea Company,.
En 1894, Bewley's ouvre son premier café sur South Great George's Street, puis un autre sur Westmoreland Street où le jeune James Joyce avait ses habitudes,. La société Bewley's a alors démarré la commercialisation de café, et est la première en Irlande à torréfier le café directement dans ses magasins. À partir de 1903, Ernest Bewley, fils de Joshua, importe des jersiaises en Irlande pour répondre à la demande croissante de lait de qualité et de crème pour les boissons à base de café et les pâtisseries dans les établissements de la famille.
Le Bewley's de Grafton street est inauguré en 1927 par Ernest Bewley et introduit un nouveau style de café en Irlande avec une forte influence Art déco. Les vitraux sont conçus par Harry Clarke. D'autres vitraux ornementaux sont plus tard conçus par Jim Fitzpatrick et Pauline Bewick. Le chanteur Thom McGinty et le poète Brendan Kennelly fréquentaient régulièrement le café. Victor Bewley, fils d'Ernest, prend la direction du café de Grafton street à partir de 1932.
Dans les années 1970, le café sur Grafton Street adopte un modèle coopératif, ses employés deviennent ses actionnaires. Dans les années 1980, l'entreprise Campbell sauve les cafés Bewley's de la faillite. La société détentrice des cafés Bewley's devient le groupe Campbell Bewley.
En 1997, Bewley's commence la distribution de produits issus du commerce équitable. Il s'agit de la première entreprise à commercialiser des produits issus du commerce équitable en Irlande. En 1998, Bewley's commence à opérer aux États-Unis. En 1999, Bewley's ouvre une grande usine de torréfaction à Dublin. Des travaux de rénovation ont lieu entre 2004 et 2005 dans le Bewley's de Grafton street. En 2007, le restaurant de poissons et fruits de mer situé au premier étage du café a fermé afin d'augmenter la capacité d'accueil du salon de thé.
En 2011, Bewley's rachète les cafés Darlington au Royaume-Uni, signant son entrée dans le pays. Bewley's poursuit son expansion anglaise avec l'acquisition de Boiling Coffee en 2013 et Peros en 2015.
En 2015, Bewley's enregistre un chiffre d'affaires de 155 millions d'euros, mais 2 millions d'euros de pertes principalement dû au loyer onéreux du site de Grafton street. En 2017, Bewley's choisit de ne vendre plus que du café issu du commerce équitable.
En mai 2020, alors que l'entreprise souffre de la crise du covid-19, ses dirigeants annoncent leur intention de fermer définitivement ses portes, une intention révoquée trois mois plus tard.

## Description
Bewley’s gère une chaîne de salons de thé (certain directement, d’autres selon le système de la franchise), les Bewley’s Oriental Cafés.